# 企救半島

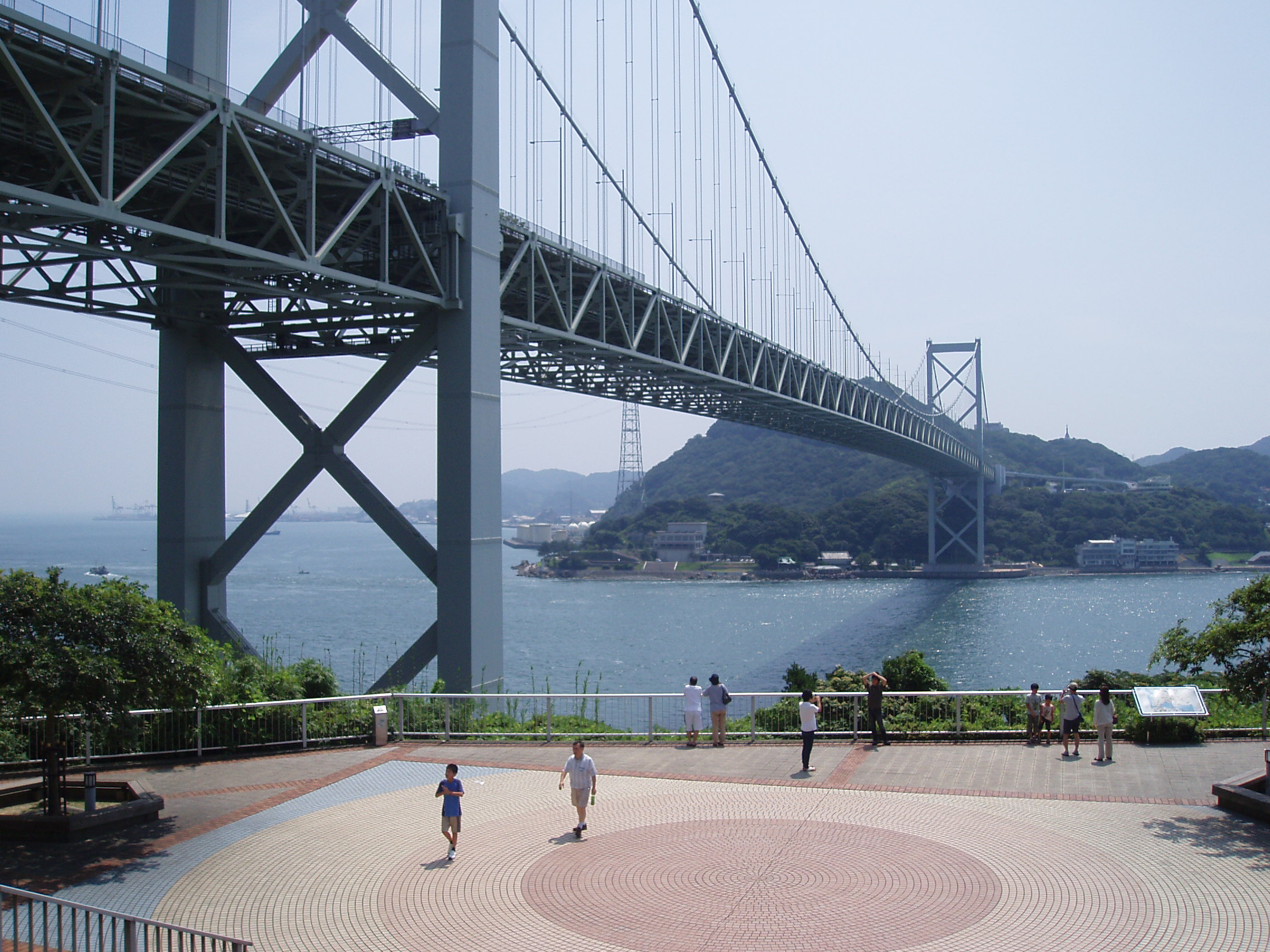
関門橋と企救半島先端の和布刈。山口県側から

企救半島（きくはんとう）は、九州の北東端に位置する半島。北東端の部埼を境に西は関門海峡、東は周防灘に面する。行政上は福岡県北九州市に属し、大部分は門司区となるが、南西部は小倉北区、南東部は小倉南区となる。

## 地形
一帯は古生代の堆積岩を主とする企救山地からなり、古い断層の活動によって生まれた。そのため、関門海峡に接する西側の斜面は急傾斜地が多く、門司の市街地はその斜面に阻まれるように発達している。一方、周防灘に面する半島東側の新門司地区は、古くはリアス式海岸が見られていたが、近年はとりわけ半島南東部において、工業用地開発に伴う埋め立てが進行している。

## 自然
最高峰の足立山を中心とする企救山地の一部が国土軸における自然保護の一環で、北九州国定公園に指定されている。また、北西端の和布刈（めかり）神社境内を含む和布刈公園一帯は福岡県内で唯一、瀬戸内海国立公園の指定区域となっている。

## 歴史
企救半島の歴史は門司の歴史でもある。門司は古くから九州と本州を結ぶ交通の要衝として栄え、門司の関が置かれていた。しかし、海峡対岸の下関側に置かれた赤間関によって客を奪われたため、半漁半宿の寒村に過ぎなかった。
門司発展の契機となったのは近代からで、1889年に石炭などの特別輸出港として指定、第二次世界大戦前までは神戸や横浜に次ぐ日本国内No.4の貿易港であった。また、1891年には九州鉄道（現JR鹿児島本線）が開通し、その基点となったため、海陸の玄関口として地位を高め、金融業や商社が立ち並び、同市（当時は門司市）の経済を牽引した。
しかし、門司は空襲の被害に遭い、それに加え、戦時中の1942年に関門トンネルが開通したことにより、交通の拠点を奪われ、門司市街は大きく衰退する。1973年には関門橋が開通し、陸の孤島となっていた状態は解消されるが、老朽化が進んだ市街からは却って人口流出を助長させただけであった。更に山陽新幹線の開通により、交通拠点が小倉駅周辺へとシフトしたことが追い打ちをかけた。一方、それまで田舎に過ぎなかった半島東部（新門司）には新門司港が整備され、巨大なコンテナターミナルや工業地に転換、フェリーの発着なども行われるようになった。

### 門司港レトロ
今日、門司は門司港レトロ事業の整備により、観光地として人気がある。契機は1988年、JR門司港駅が駅舎建築として、日本国内で初めて重要文化財に指定されたことである。それに伴い、駅周辺にある歴史的建造物に着目、函館や神戸のようなレトロ地区を作るという計画は平成になってから始められ、北九州市旧門司三井倶楽部（同じく重要文化財）の移築などを経て、1995年に完成した。レトロ地区誕生後は年間200万人以上が訪れ、夜間はイルミネーションがライトアップされたり、数多くのイベントが開催されたりするなど、県下有数の観光スポットに成長している。
- 詳しくは門司区、あるいは門司港レトロの項を参照。